# MAGIC URZA & MISHRA
『MAGIC URZA & MISHRA』（マジック　ウルザアンドミシュラ）は、小野敏洋による日本の漫画作品。ウィザーズ・オブ・ザ・コースト社のトレーディングカードゲーム、『マジック:ザ・ギャザリング』を題材としており、『コミックGOTTA』（小学館）で平成12年2月号～平成12年8月号に連載された。単行本は小学館：ガッタコミックスより全1巻。
第一話・第二話は『コミックGOTTA』の前身である『ハイパーコロコロ』にて『マジック:ザ・レジェンド』のタイトルで掲載されている。

## 概要
単行本ではカバー折り返し部で簡単に触れられただけだが、マジック:ザ・ギャザリングの公式小説「The Brothers' War」を原作としている。
ストーリーは、ウルザとミシュラの兄弟が古代の秘宝を巡り国家を巻き込んで争う「兄弟戦争」を、その発端から描いたもの。原作では戦争終結まできちんと描かれているが、本作品は掲載誌の廃刊に伴い、原作の中途（第一部と思わせるような内容）で話を終えている。
また、原作とは細かい設定が一部異なる。「兄弟戦争」はそれ自体長大な物語であるが、実は「ウェザーライト・サーガ」と呼ばれる長大な物語のごく一部である。マジック:ザ・ギャザリングの初期に発売されたカードには、これらの設定に基づいたカードも多く、またこれらの物語を断片的に語った「フレイバー・テキスト」が書かれているものも多い。

## あらすじ

### マジック:ザ・レジェンド
幾千幾万のプレーン（異次元世界）が存在する多次元宇宙。その中心に存在すると言われている世界「ドミナリア」に住む双子の少年、ウルザとミシュラは、古代文明「スラン」の遺跡からアーティファクトを発掘、調査するため、父親が率いるキャラバンと共に各地を巡っていた。そんなある日、キャラバンがスランの羽ばたき飛行機械「オーニソプター」を発掘した事で悲劇が始まる。
オーニソプターのテスト飛行中に、ウルザが謎の地上絵を発見する。この地上絵は、スランの秘宝「パワーストーン」が隠された「コイロスの聖窟」の位置を示す暗号だったのだ。暗号を解いたウルザとミシュラたちは、母親代わりのトカシアと共にコイロスの聖窟へ向かい、ウルザはパワーストーンの一つ、「マイトストーン」を、ミシュラは「ウィークストーン」をそれぞれ手に入れる。三人は聖窟から脱出する際パワーストーンを守る機械人形に襲われるも、二つのパワーストーンの力を使って難を逃れたが、それを契機にミシュラはパワーストーンに魅入られ変貌してしまう。ある夜、マイトストーンを狙ってミシュラはウルザの寝込みを襲ったが、気づいたウルザと争いになる。二人の争いを止めに入ったトカシアは、二つのパワーストーンが生み出す膨大な魔力に巻き込まれ消滅、ミシュラはマイトストーンに拒絶されキャラバンから姿を消す。（ここまで『ハイパーコロコロ』掲載分）

### MAGIC URZA & MISHRA
ミシュラ失踪から数年後、青年となったウルザはヨーティア国の首都、クルーグにある時計店に、店主ラスコーの弟子として住み込んでいた。そんなある日、ヨーティア国の王女・カイラの婿探しの賞品の中に、「古代スラン文明の技術書」を発見する。そこでウルザはアーティファクトを作って婿探しの試練を見事クリア、技術書とカイラの婿の座を手に入れる。カイラの父である将軍はウルザの知識と技術を使って、敵対国ファラジの征服を目論む。
同じ頃ミシュラは、東方の砂漠を拠点とする移動国家ファラジ王国で、王子の教育係として召し使われていた。ある夜、ファラジ国王はミシュラがファラジの聖域に無断で入り込んだ現場を取り押さえるが、ミシュラはドラゴンを模した巨大アーティファクト「ドラゴン・エンジン」を操り、国王を殺害。まだ幼く、自分になついている王子を即位させ、ファラジの指導者として実権を握る。一方ウルザはカイラと結婚し、科学大臣としてアーティファクトの研究に没頭する毎日。こうしてパワーストーンを巡る兄弟の運命が動き始める。

## 登場人物
ウルザ
MTGファンなら言わずと知れた後のプレインズウォーカー。ミシュラの双子の兄。幼い頃、コイロスの遺跡でアーティファクトに命を吹き込むことができるパワーストーン「マイトストーン」を手に入れる。パワーストーンのせいで変貌してしまったミシュラを自らの手で元に戻そうとしている。元々スランの技術書が目的で力試しに参加したが、実は一目みた時からカイラの事が気になっていたらしい。
ミシュラ
ウルザの双子の弟。アーティファクトの力を吸い取るパワーストーン「ウィークストーン」を持つ。キャラバンでの一件の後、ファラジに流れ着いて奴隷として使われていた所、知識を認められて国王に召し使えられ、王子の教育係として働いていた。その後国王を殺害し、ファラジの実権を手に入れる。
トカシア
ウルザとミシュラの育ての親で、母親がわり的な存在。ミシュラがウルザの寝込みを襲い、衝突する二人の間に割って入ろうとした所、次元の狭間に引き込まれ、彼女の肉体は消滅してしまった。最後まで二人が仲良く手を取り合って生きて欲しいと願っていた。
カイラ
ヨーティア国の王女。ウルザに「なんだガキじゃないか」と言われるほどまだ幼さが残る。ウルザと結婚するも研究に没頭して構ってくれないウルザに不満を持っている。
ラスコー
時計屋の主人。キャラバンでの一件の後、流れ着いたウルザの腕を見込んで弟子として働かせている。ウルザの過去を知り、落ち込んでいたウルザに「前を向いて生きろ」と助言すると、ウルザに「死んだ親父と話してるみたいだ」と言われるが、そんな歳ではないらしい。
将軍
ヨーティア国の国王でカイラの父親。征服欲が旺盛でウルザを利用し、ファラジを領土に加えようと企む。
長王
ファラジの国王。ミシュラを「得体の知れん奴」と怪しんでいた。ミシュラの操るドラゴン・エンジンによって殺害される。
ファラジ国の王子
ファラジの国王の息子。まだ幼くミシュラになついている。父親の死後、即位するがヨーティア国の将軍の策略により暗殺される。しかしなぜか動き出し、将軍を短剣で刺殺し果てた。
タウノス
ウルザの弟子。ウルザを天才と慕う少年。カイラ曰く「あなたも(ウルザと)同類ね」。
アシュノッド
ミシュラの弟子。女性である。ミシュラと共に「ファイレクシア」と呼ばれる別次元に足を踏み入れた事がある。

## 書誌情報
小野敏洋『MAGIC URZA & MISHRA』 《小学館：ガッタコミックス》 ISBN 4-09-158041-6